# Geotrygon lawrencii
Geotrygon lawrencii é uma espécie de ave da família Columbidae.
Pode ser encontrada nos seguintes países: Costa Rica, México e Panamá.
Os seus habitats naturais são: florestas subtropicais ou tropicais húmidas de baixa altitude e regiões subtropicais ou tropicais húmidas de alta altitude.